# Piplantri
Piplantri es una aldea ubicada en el distrito de Rajsamand en la provincia de Rajasthan en India que se hizo conocida por las medidas que adoptó en favor del medio ambiente y del bienestar de las niñas nativas. A la entrada de Piplantri, un gran cartel lleva los nombres de todas las niñas nacidas durante el último año, simbolizando el compromiso que esa comunidad tiene con ellas.

## Características
Piplantri es una localidad donde según el censo de 2011 residían 95 familias, que totalizaban 260 hombres y 237 mujeres. Los niños menores de 7 años eran 72 o sea el 14.49 % del total. La tasa de alfabetización es del 81.88 % (94.04 % los varones y 69.08 % las mujeres) en tanto la de Rajasthan era solamente el 66,11 %.
Los aldeanos de Piplantri plantan 111 árboles cada vez que nace una niña y la comunidad se asegura de que estos árboles sobrevivan, logrando su fruto a medida que las niñas crecen. India tiene un enorme déficit de niñas porque la sociedad está obsesionada con los niños varones y las niñas se consideran cargas financieras debido a la costumbre de pagar una dote cuando se casan, al punto tal que no son raros los casos en que al nacer una niña algún pariente tome a su cargo la tarea de hacer que muera. Desde 2006 fueron plantados así más de 300.000 árboles en los pastos comunes de la aldea. Cuando una aldeana está por dar a luz, grupos de mujeres la visitan para persuadirla que si nace una niña adopte esta propuesta para garantizar su seguridad financiera: se abre una cuenta bancaria a la que la comunidad aporta 21.000 rupias y los padres 10.000 rupias; su resultado solo se puede utilizar después de que ella cumpla 18 años. Para asegurar que la niña reciba una educación adecuada, los aldeanos obligan a los padres a firmar un compromiso legal  que les impide casarla antes de que alcance la edad legal para contraer matrimonio. La idea partió del "sarpanch" Shyam Sunder Paliwal, que ejerce la función de alcalde, que luego de perder a una hija de 16 años por deshidratación convenció a la comunidad que los árboles deberían plantarse no para conmemorar la muerte, sino para celebrar la vida de todas las niñas. Esta práctica mejoró el medioambiente y revitalizó la fauna y la flora locales.
En Piplantri, que está en una colina ubicada sobre una planicie ondulada, la principal fuente de ingresos es la explotación de la minería que produjo daños ambientales tales como la sequía y la nivelación del terreno que degradaron la calidad de los suelos al punto tal que en 2005 el gobierno debió enviar trenes con agua para la población a raíz de una gran sequía. Shyam Sundal Paliwal, además del plan de los 111 árboles, organizó la construcción de un vivero, y de cañerías para asegurar que los nuevos árboles plantados tuvieran el abastecimiento de agua necesario para su crecimimiento. Por otra parte, como las termitas atacaban los nuevos árboles, las mujeres a cargo del vivero plantaron alrededor de los mismos arbustos de aloe vera que es usado como insecticida y cuando estos últimos prosperaron, instalaron una pequeña fábrica para procesarlo con fines cosméticos. El modelo creado por el alcalde Piplantri fue adoptado por otros 147 pueblos del norte de la India.
En la aldea fue filmada íntegramente la película documental Hermanas de los árboles (2019), coproducción de India y Argentina dirigida por Camila Menéndez y Lucas Peñafort.